# Кнежица (Петровац)
Кнежица је насеље у Србији у општини Петровац на Млави у Браничевском округу. Према попису из 2022. било је 539 становника.

## Порекло становништва
Село је 1907. године бројало 264 кућа. Најстарије породице које су засновали село, досељене су са Косова око 1750. године. Обнављачи села су Корунци и Рашковићи.
Према пореклу ондашње становништво Кнежице из 1907. године може се овако распоредити:
- Косовско-метохијских досељеника има 4 породице са 131 куће.
- Из Шумадије има 4 породице са 90 куће.
- Остале су породице старином из околине и Источне Србије.

## Демографија
У насељу Кнежица живи 632 пунолетна становника, а просечна старост становништва износи 46,3 година (44,5 код мушкараца и 47,9 код жена). У насељу има 241 домаћинство, а просечан број чланова по домаћинству је 3,10.
Ово насеље је великим делом насељено Србима (према попису из 2002. године).
|  |

| Демографија | Демографија | Демографија |
| Година      | Становника  | Становника  |
| ----------- | ----------- | ----------- |
| 1948.       | 1.551       |             |
| 1953.       | 1.570       |             |
| 1961.       | 1.609       |             |
| 1971.       | 1.559       |             |
| 1981.       | 1.120       |             |
| 1991.       | 1.016       | 843         |
| 2002.       | 748         | 969         |
| 2011.       | 646         |             |

| Етнички састав према попису из 2002.‍ | Етнички састав према попису из 2002.‍ | Етнички састав према попису из 2002.‍ | Етнички састав према попису из 2002.‍ | Етнички састав према попису из 2002.‍ |
| ------------------------------------ | ------------------------------------ | ------------------------------------ | ------------------------------------ | ------------------------------------ |
|                                      |                                      |                                      |                                      |                                      |
| Срби                                 | Срби                                 |                                      | 742                                  | 99,19%                               |
| Црногорци                            | Црногорци                            |                                      | 1                                    | 0,13%                                |
| Румуни                               | Румуни                               |                                      | 1                                    | 0,13%                                |
| Власи                                | Власи                                |                                      | 1                                    | 0,13%                                |
| непознато                            | непознато                            |                                      | 2                                    | 0,26%                                |

| Година пописа     | 1948. | 1953. | 1961. | 1971. | 1981. | 1991. | 2002. |
| ----------------- | ----- | ----- | ----- | ----- | ----- | ----- | ----- |
| Број домаћинстава | 363   | 375   | 428   | 441   | 294   | 269   | 241   |

| Број чланова      | 1  | 2  | 3  | 4  | 5  | 6  | 7 | 8 | 9 | 10 и више | Просек |
| ----------------- | -- | -- | -- | -- | -- | -- | - | - | - | --------- | ------ |
| Број домаћинстава | 65 | 44 | 35 | 40 | 24 | 25 | 4 | 4 | 0 | 0         | 3,10   |

| Пол    | Укупно | Неожењен/Неудата | Ожењен/Удата | Удовац/Удовица | Разведен/Разведена | Непознато |
| ------ | ------ | ---------------- | ------------ | -------------- | ------------------ | --------- |
| Мушки  | 307    | 71               | 196          | 27             | 12                 | 1         |
| Женски | 346    | 45               | 202          | 78             | 19                 | 2         |
| УКУПНО | 653    | 116              | 398          | 105            | 31                 | 3         |

| Пол    | Укупно                    | Пољопривреда, лов и шумарство | Рибарство                            | Вађење руде и камена | Прерађивачка индустрија       |
| ------ | ------------------------- | ----------------------------- | ------------------------------------ | -------------------- | ----------------------------- |
| Мушки  | 174                       | 93                            | 0                                    | 0                    | 26                            |
| Женски | 108                       | 34                            | 0                                    | 0                    | 19                            |
| УКУПНО | 282                       | 127                           | 0                                    | 0                    | 45                            |
| Пол    | Производња и снабдевање   | Грађевинарство                | Трговина                             | Хотели и ресторани   | Саобраћај, складиштење и везе |
| Мушки  | 3                         | 3                             | 21                                   | 2                    | 4                             |
| Женски | 2                         | 1                             | 16                                   | 3                    | 0                             |
| УКУПНО | 5                         | 4                             | 37                                   | 5                    | 4                             |
| Пол    | Финансијско посредовање   | Некретнине                    | Државна управа и одбрана             | Образовање           | Здравствени и социјални рад   |
| Мушки  | 0                         | 1                             | 8                                    | 1                    | 4                             |
| Женски | 1                         | 2                             | 4                                    | 6                    | 18                            |
| УКУПНО | 1                         | 3                             | 12                                   | 7                    | 22                            |
| Пол    | Остале услужне активности | Приватна домаћинства          | Екстериторијалне организације и тела | Непознато            | Непознато                     |
| Мушки  | 0                         | 0                             | 0                                    | 8                    | 8                             |
| Женски | 1                         | 1                             | 0                                    | 0                    | 0                             |
| УКУПНО | 1                         | 1                             | 0                                    | 8                    | 8                             |